# Catherine Scott (Leichtathletin)
Catherine Scott (geb. Pomales; * 27. August 1973 in Clarendon Parish) ist eine ehemalige jamaikanische Hürdenläuferin, deren Spezialstrecke die 400-Meter-Distanz war.
Bei den Olympischen Spielen 1996 in Atlanta schied sie im Vorlauf aus, bei den Olympischen Spielen 2000 in Sydney erreichte sie das Halbfinale.
In der 4-mal-400-Meter-Staffel gewann Scott mehrere Medaillen mit der jamaikanischen Nationalmannschaft. Bei den Olympischen Spielen 1992 kam die jamaikanischen Stafette auf den fünften Platz und 2000 in Sydney gewann sie olympisches Silber.
2001 folgte eine Silbermedaille bei den Hallenweltmeisterschaften in Lissabon und eine Goldmedaille bei den Weltmeisterschaften in Edmonton, 2003 eine weitere Silbermedaille bei den Hallenweltmeisterschaften in Birmingham.
Catherine Scott ist 1,73 m groß und wog zu ihrer aktiven Zeit 63 kg.

## Bestzeiten
- 400 m: 51,65 s, 25. Juni 2000, Portland
- 400 m Hürden: 54,93 s, 21. Juli 2000, Kingston